# Alan Gillis
Alan Leslie Gillis (ur. 22 września 1936 w Dublinie, zm. 6 maja 2022 w Naas) – irlandzki polityk i rolnik, deputowany do Parlamentu Europejskiego IV kadencji.

## Życiorys
Z wykształcenia inżynier, kształcił się w College of Technology, Bolton Street w ramach Dublin Institute of Technology. Był działaczem Irlandzkiego Stowarzyszenia Rolników, pełnił funkcję wiceprezesa, a od 1990 do 1994 był prezesem tej organizacji.
Zaangażował się w działalność polityczną w ramach Fine Gael. Od 1994 do 1999 był posłem do Parlamentu Europejskiego IV kadencji. Zasiadał w grupie chadeckiej, pracował m.in. w Komisji ds. Rolnictwa i Rozwoju Wsi. Bez powodzenia ubiegał się o reelekcję na kolejną kadencję, a w 2007 bezskutecznie kandydował z ramienia FG do Dáil Éireann.